# فيفيان آسي كوا
فيفيان آسي كوا (مواليد 30 ديسمبر 1992) هو لاعب كرة قدم إيفواري يلعب حالياً كمدافع يلعب حالياً في مولودية وهران .
كانت بداياته مع نادي دينغيلي الإفواري ثم مع نادي الخريطيات و انتقل إلى العربي في عام 2016 .

## روابط خارجية
- فيفيان آسي كوا على موقع قاعدة بيانات كرة القدم.إي يو (الإنجليزية)
- فيفيان آسي كوا على موقع Soccerway.com (الإنجليزية)